# Мамедов, Сергей Валерьевич
Сергей Валерьевич Мамедов (род. 15 июля 1972, Москва, РСФСР, СССР) — российский предприниматель, сенатор Совета Федерации от Самарской области (2012—2021), аудитор Счетной палаты Российской Федерации (2021), сын Георгия Мамедова.

## Биография
В 1994 году окончил Московский государственный университет путей сообщения, в 2014 году магистратуру РГГУ, в 2018 году Российскую академию народного хозяйства и государственной службы при Президенте Российской Федерации, в 2021 году магистратуру в Образовательном частном учреждении высшего образования «Институт международного права и экономики имени А. С. Грибоедова».
В 1994—1997 годах работал в коммерческом банке «Российский кредит», затем учредил несколько новых компаний в сфере транспорта, машиностроения, горнодобывающей промышленности и дорожного строительства. В 1998 году стал совладельцем и членом совета директоров ОАО «Павловскгранит» в Воронежской области.
В 2008 году продал свои 40 % «Павловскгранита» за 200 млн долларов США компании «Павловск-гранит-инвест», контролируемой депутатом Воронежской областной думы Сергеем Поймановым, и купил у бывшего сенатора от Самарской области Андрея Ищука холдинг «ВБМ-Групп» (включающий компанию «Волгабурмаш») и рыбный промысел на Сахалине.
Осенью 2011 года, будучи владельцем компании «СМ Финанс» и гостиницы «Холидей Инн» в Самаре, участвовал в финансовой поддержке фестиваля «Рок над Волгой» в Самарской области, вступил в «Единую Россию». Для избрания в Совет Федерации от представительного органа, 4 декабря 2011 года избран депутатом муниципального собрания представителей селения Два Ключа Исаклинского района Самарской области.
23 декабря 2011 году Самарской Губернской думы назначен сенатором в Совет Федерации, заместитель председателя Комитета Совета Федерации по регламенту и организации парламентской деятельности. В 2016 году переизбран областной думой на второй срок сенатором. В Совете Федерации также занимал должность председателя подкомитета по противодействию коррупции, этике и применению института парламентской неприкосновенности.
23 июня 2021 года по представлению Президента Российской Федерации назначен Советом Федерации на должность аудитора Счётной палаты России.
3 октября 2021 года Международный консорциум журналистов-расследователей опубликовал так называемый «Архив Пандоры» — обширный материал о владельцах офшоров, согласно которому Сергей Мамедов и его близкие с 2007 года и по меньшей мере до 2019 года владели компанией Impala Trade & Invest Ltd, зарегистрированной на Британских Виргинских островах.

## Личная жизнь
Сергей Мамедов — приёмный сын советского и российского дипломата Георгия Мамедова.
В декабре 2017 года Сергей Мамедов и теннисистка Анастасия Мыскина объявили о разрыве близких отношений, которые неофициально поддерживали 11 лет. К тому времени у них было трое сыновей — Евгений (9 лет), Георгий (7 лет) и Павел (5 лет).

## Государственные награды
- Орден Дружбы (2017 год)
- Орден Дружбы (2017 год, ДНР)[10]
- Орден Почёта (2023 год)[11]